# Strada statale 195 Sulcitana
La strada statale 195 Sulcitana (SS 195) è una strada statale italiana che collega Cagliari, passando per la costa sud-occidentale dell'isola, al Sulcis e alla provincia del Sud Sardegna.

## Percorso

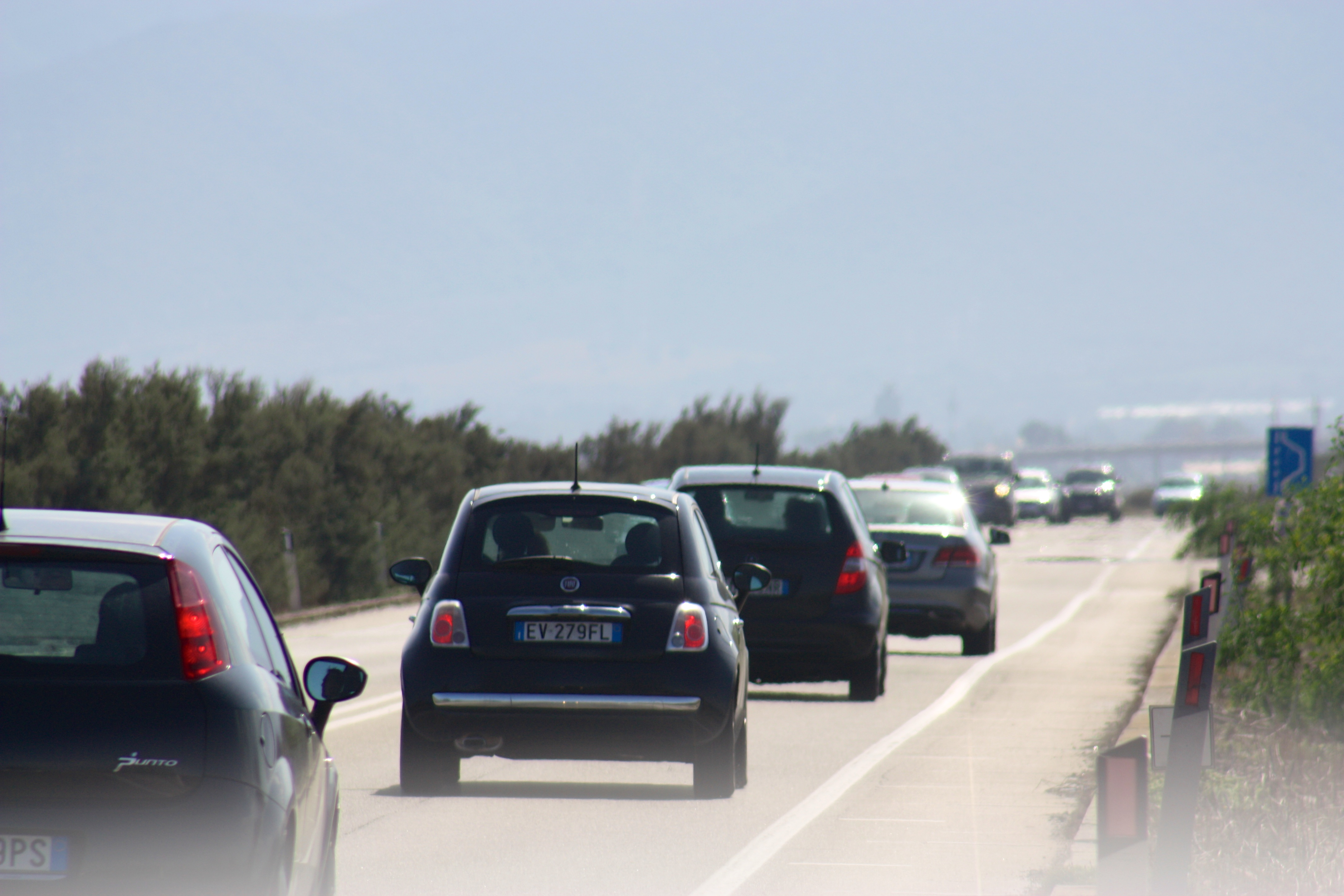
La strada a Cagliari

Ha inizio a Cagliari, nei pressi del porto della città staccandosi dalla strada statale 130 e uscendo in direzione ovest. Dopo il bivio con la strada statale 195 racc via San Paolo, che si ricollega con il tratto ammodernato della SS 130 a nord della città, la strada supera con un ponte il canale della Scafa, addentrandosi nel territorio dello stagno di Cagliari.

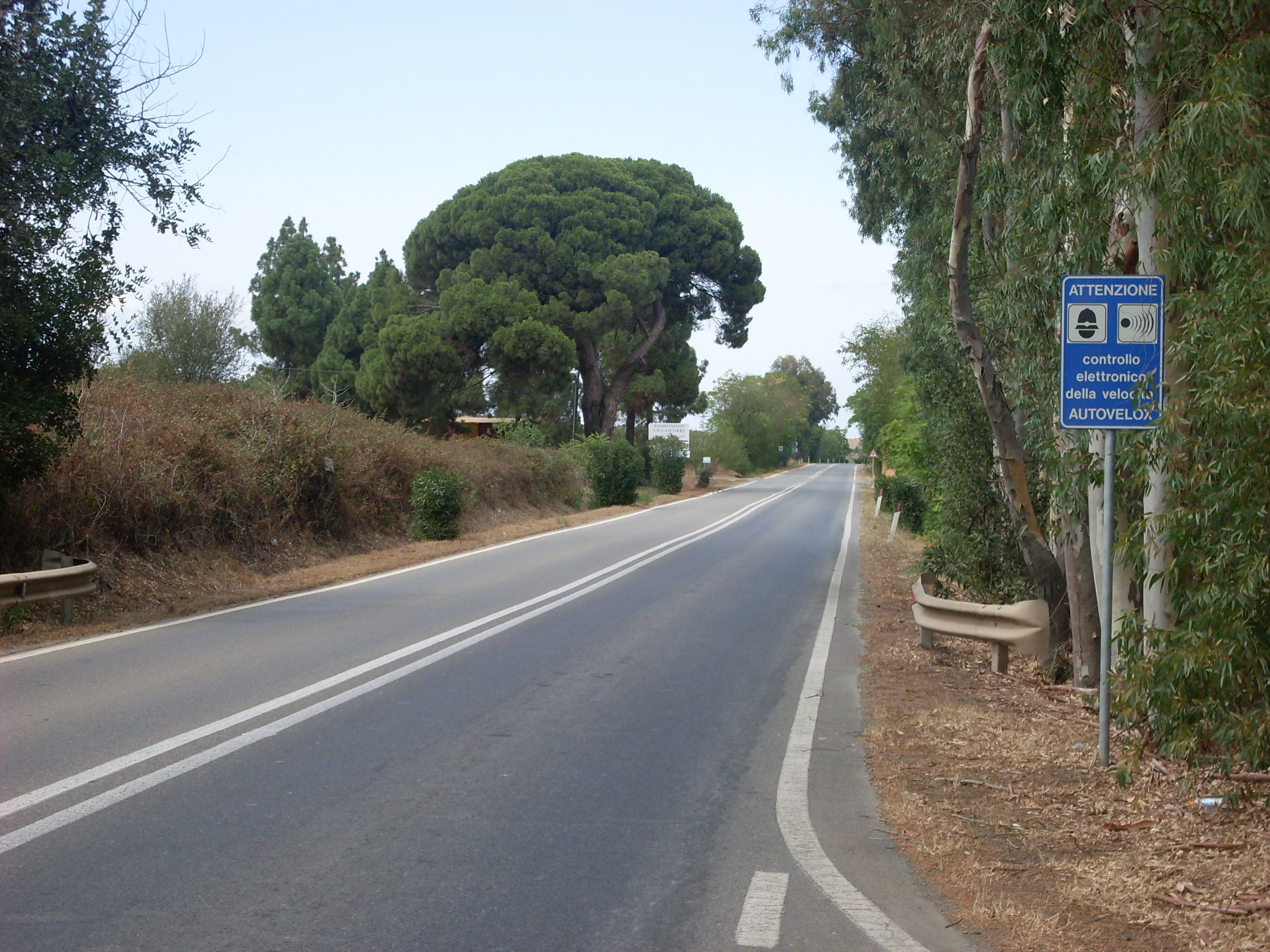
Scorcio della SS 195 presso il km 15, in località Villa d'Orri (Sarroch).

La strada si riavvicina quindi alla costa, dove alterna tratti con due corsie per senso di marcia a tratti normali. Nella prima parte del suo percorso tocca le località di Maddalena Spiaggia (nel comune di Capoterra), Sarroch (che viene evitata), Villa San Pietro e Pula (che viene anch'essa evitata) per giungere, dopo diversi chilometri, a Domus de Maria.
Da qui la strada si dirige verso ovest, non seguendo più la costa; tocca i centri di Teulada, Sant'Anna Arresi, Masainas e Giba (dove diparte la strada statale 293 di Giba). L'ultimo tratto, che si trova più vicino alla costa, attraversa la località di Palmas, per arrivare infine a San Giovanni Suergiu, dove si immette sulla strada statale 126 Sud Occidentale Sarda.

## Strada statale 195 raccVia San Paolo
La strada statale 195 racc Via San Paolo (SS 195 racc) è una strada statale italiana che collega Cagliari con lo snodo viario a nord del capoluogo nei pressi dell'aeroporto di Cagliari-Elmas.
La strada si distacca dalla SS 195 a est di Cagliari e costeggia lo stagno di Cagliari fino a raggiungere l'intersezione con la strada statale 554 Cagliaritana e la strada statale 130 Iglesiente a nord-ovest della città. Rappresenta il collegamento veloce col porto cittadino, che permette al traffico proveniente dal resto dell'isola di raggiungere l'infrastruttura evitando l'attraversamento del centro abitato.

### Tabella percorso
| Via San Paolo |                                                       |      |      |           |                |
| Tipo          | Indicazione                                           | ↓km↓ | ↑km↑ | Provincia | Strada Europea |
|               | Sulcitana Porto di Cagliari - Pula - Domus de Maria   | 0,0  | 4,3  | CA        |                |
|               | Cagliari - Sant'Avendrace                             | 0,7  | 2,4  | CA        |                |
|               | Cagliaritana Quartu Sant'Elena - Carlo Felice - Pirri | 3,9  | 0,4  | CA        |                |
|               | Iglesiente Iglesias - Aeroporto di Cagliari-Elmas     | 4,3  | 0,0  | CA        |                |

## Strada statale 195 var B

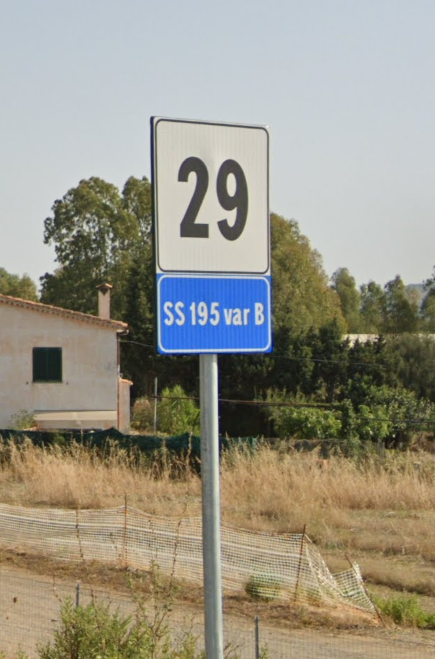
Cartello che indica il kilometro 29 della Strada Statale 195 var B posto all'inizio del tracciato in direzione Sarroch.

La strada statale 195 var B è una strada statale italiana che funge da collegamento rapido tra il comune di Pula ed il comune di Capoterra. Fa parte del progetto Nuova Strada Statale 195 Sulcitana. Il tracciato è lungo 6,5 Km ed è il lotto numero 3 della futura Nuova Strada Statale 195 Sulcitana. Seppur vi sono i cartelli che indichino che la strada è di tipo Strada extraurbana principale, poiché quest'ultima non è ultimata per intero, viene considerata temporaneamente di tipo Strada Extraurbana secondaria e si procede ad una velocità massima di 70 Km/h. Una volta terminata, la Nuova Strada Statale 195 Sulcitana consentirà un tempo di percorrenza ridotto tra Cagliari e le località costiere a Sud-Ovest della Sardegna, oltre che un miglioramento degli standard di sicurezza dell'infrastruttura preesistente.

Il 5 settembre 2024 è stata inaugurata e aperta una porzione del lotto A della Nuova Strada Statale 195 Sulcitana con uscita obbligatoria a Capoterra. Il nuovo tratto di strada è classificata Strada extraurbana principale.

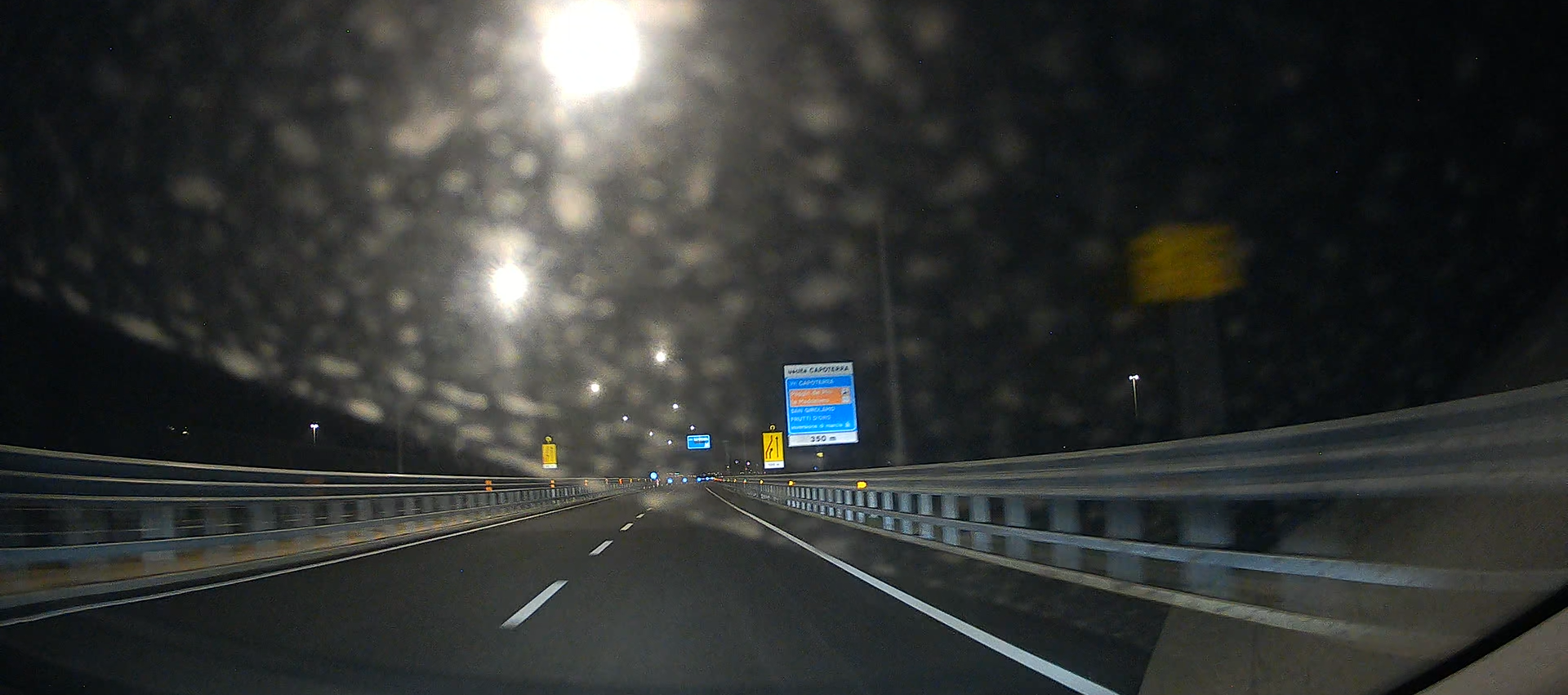
Fotografia notturna della Nuova SS195 Sulcitana durante i lavori di costruzione.